# Parque nacional Garganta Porcupine

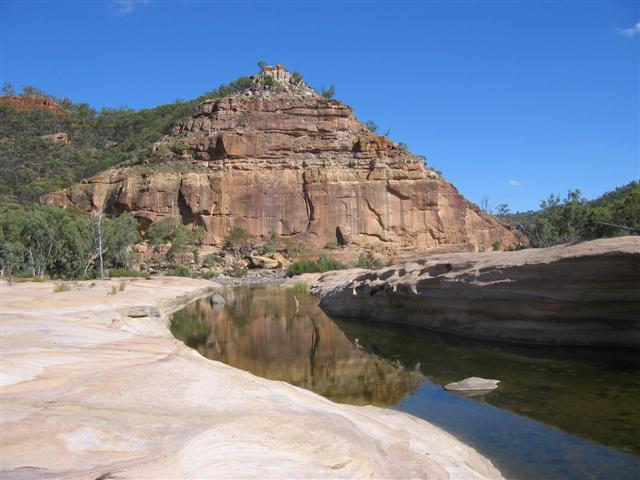
Imagen del parque.

Garganta Porcupine es un parque nacional en Queensland (Australia), ubicado a 60 km al norte de Hughenden y a 1174 km al noroeste de Brisbane.

## Datos
- Área: 54,10 km²
- Coordenadas: 20°23′57″S 144°26′25″E / -20.39917, 144.44028
- Fecha de Creación: 1970
- Administración: Servicio para la Vida Salvaje de Queensland
- Categoría IUCN: II

Véase también:
- Zonas protegidas de Queensland